# مارلين بي. يونغ
مارلين بي. يونغ (بالإنجليزية: Marilyn B. Young)‏ هي مؤرخة أمريكية، ولدت في 25 أبريل 1937 في بروكلين في الولايات المتحدة، وتوفيت في 19 فبراير 2017.